# Aristolochia papillifolia
Aristolochia papillifolia är en piprankeväxtart som beskrevs av Ding Hou. Aristolochia papillifolia ingår i släktet piprankor, och familjen piprankeväxter. Inga underarter finns listade i Catalogue of Life.